# Carl Tausig
Carl Tausig (født 4. november 1841 i Warszawa, død 17. juli 1871 i Leipzig) var en tysk klavervirtuos.